# Pegasus Bridge (jeu vidéo)
Pegasus Bridge est un jeu vidéo de type wargame développé et publié par Personal Software Services au Royaume-Uni en 1987 sur Commodore 64,  ZX Spectrum et Amstrad CPC. Le jeu retrace les parachutages effectués par la 6e division aéroportée britannique lors du débarquement en Normandie dans le but de sécuriser un pont sur le canal de Caen. Le joueur peut y commander les forces anglaise ou allemande. À sa sortie, il reçoit un accueil mitigé dans la presse spécialisée qui salue ses graphismes mais regrette la présence d’un bugs faisant planter le jeu,.

## Trame
Pegasus Bridge se déroule pendant la bataille de Normandie de la Seconde Guerre mondiale et retrace l’opération de parachutage effectuée le 5 juin 1944 par la 6e division aéroportée britannique dans le but de sécuriser le pont Pegasus Bridge sur le canal de Caen à la mer,. 

## Système de jeu
Pegasus Bridge est un wargame qui simule la tentative de la 6e division aéroportée britannique de sécuriser le pont Pegasus Bridge sur le canal de Caen à la mer pendant la bataille de Normandie de la Seconde Guerre mondiale. Le joueur peut commander les forces britanniques ou les forces allemandes, et affronte l’ordinateur qui contrôle le camp adverse. Dans le premier cas, son objectif est de défaire les troupes allemandes, de sécuriser tous les points de la zone et de capturer ou détruire la batterie de Merville. S’il contrôle les allemands, il doit au contraire tenir face à l’offensive anglaise pendant 18 heures, qui correspondent à 36 tours de jeu,. Le jeu se déroule sur une carte de la région qui est constituée de dix types de terrains différents, qui affecte les déplacements et les capacités de combats des unités qui s’y trouvent. Sur la carte sont également positionnées les différentes unités, qui sont représentées par des petits carrés. Les troupes allemandes sont initialement réparties aux quatre coins de la carte, avec en plus quelques unités près du Pegasus Bridge. Au départ, les troupes britanniques ne sont pas présentes sur la carte puisqu’elles n’ont pas encore été parachutées. 

## Accueil
| Pegasus Bridge |      |       |
| Média          | Pays | Notes |
| CVG            | GB   | 8/10  |
| Crash          | GB   | 78 %  |
| Your Sinclair  | GB   | 4/10  |